# Насіння смерті
«Мерщій тікай і довго не вертайся» (фр. Pars vite et reviens tard) — французький фільм 2007 року, поставлений режисером Режисом Варньє на основі однойменного кримінального роману французької письменниці Фред Варґас.

## Зміст
Комісар паризької поліції Жан-Батіст Адамсберґ розлучився з подругою і перебуває у поганому настрої. 
На роботі теж не все спокійно. На стінах будинків, у підворіттях паризького центру з'являються таємничі знаки, з темряви доносяться непізнані голоси. Зло бродить поряд. Незабаром буде виявлено перше тіло — жертву раптової і незрозумілої епідемії.